# Részecskés kártya
A részecskés kártya egy olyan kártyapakli, melynek lapjain kvarkok és leptonok vannak. A kártyapaklival többféle játék is játszható, melyek során a fizika ma ismert törvényszerűségeit vesszük figyelembe. A pakli megalkotói és számos játék kitalálói, a kártyajáték elsődleges fejlesztői: Csörgő Judit, Török Csaba egyetemi hallgatók és Csörgő Tamás fizikus.

## Története
A kártyapaklit és az első játékokat 2008 decemberében találták ki a fejlesztők, azóta pedig számos további játék is kidolgozásra került. A Részecskés kártya dicséretben részesült a 2010. évi, 19. Ifjúsági Tudományos és Innovációs Tehetségkutató Versenyen, és a Csodák Palotájában is bemutatásra került. 2010 decemberében a nehézionfizikus és részecskefizikus közösség is megismerhette a kártyajátékot a 10. Zimányi Nehézionfizikai Téli Iskolán. A bemutatkozás meglepően jól sikerült, a RHIC (Relativistic Heavy Ion Collider) részecske- és nehéziongyorsító a részecskés kártyajáték ismertetésével köszöntötte a 2011-es évet. Ezt követően a Magyar Tudományos Akadémia, a Science Magazin, illetve a svájci székhelyű Európai Részecske és Magfizikai Kutató Intézet, a CERN is cikket közölt a magyar fejlesztésű részecskés kártyajátékokról.
2011-ben a kártyajátékok közül néhány és egy rövid részecskefizikai bevezető könyv formájában került publikálásra a Lulu önkiadó segítségével angol, és magyar nyelven. Azóta már egy magyar nyelvű komplett csomag is gyártásra került, mely a könyv mellett tartalmazza a kártyalapokat is. 2011 óta magyar formatervezési mintaoltalom, az Európai Unióban pedig közösségi formatervezési mintaoltalom védi a kártyapaklit.

## Külső hivatkozások
- A 19. Ifjúsági Tudományos és Innovációs Tehetségkutató Verseny eredményhirdetése
- Újévi köszöntés a RHIC honlapján 2011-ben
- Hír az MTA honlapján
- A Science magazin rövid ismertetője
- A CERN Bulletin cikke